# Macau (Gironde)
Macau is een gemeente in het Franse departement Gironde (regio Nouvelle-Aquitaine). De oppervlakte bedraagt 19,56 km², de bevolkingsdichtheid is 147 inwoners per km². Macau telde op 1 januari 2022 4.575 inwoners.

## Geografie
De oppervlakte van Macau bedroeg op 1 januari 2022 19,56 vierkante kilometer; de bevolkingsdichtheid was toen 233,9 inwoners per km².

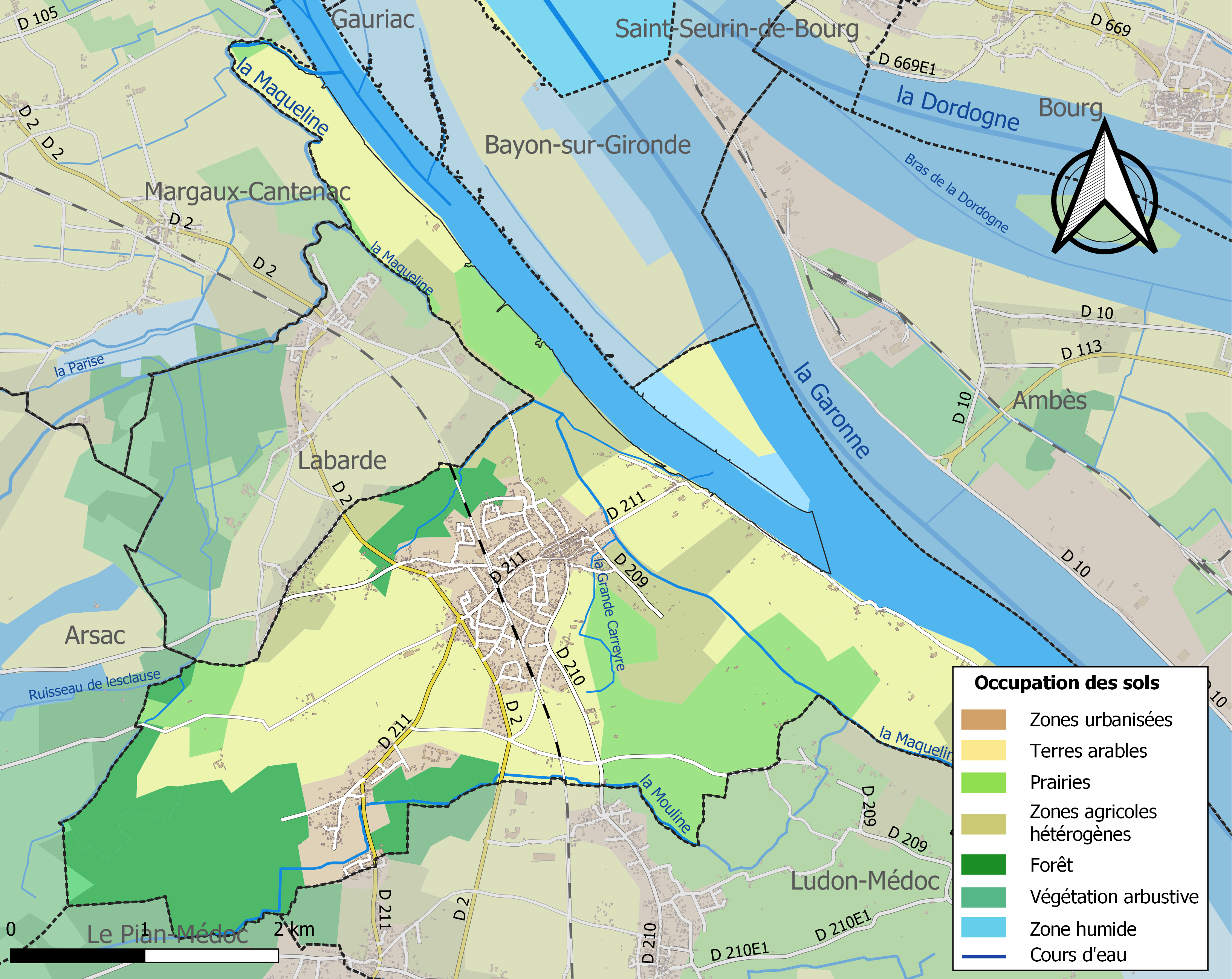
Kaart van de gemeente met belangrijkste infrastructuur, bodemgebruik en omliggende gemeenten

## Verkeer
In de gemeente ligt het spoorwegstation Macau.

## Demografie
Onderstaande figuur toont het verloop van het inwonertal (bron: INSEE-tellingen).